# Whitfieldia
Whitfieldia là chi thực vật có hoa trong họ Acanthaceae.